# Cheilopogon exsiliens
El pez volador campechano, pez volador bandeado o urañola es la especie Cheilopogon exsiliens, un pez marino de la familia exocétidos, distribuida por toda la costa oeste del océano Atlántico, desde el norte de Estados Unidos hasta el sur de Brasil, incluido el golfo de México, sin embargo muy raro o ausente del mar Caribe. Supuestos avistamientos en el Atlántico noreste y mar Mediterráneo necesitan ser confirmados.

## Importancia para el hombre
Es pescado para alimentación, pero solo en pesca de subsistencia y tiene una precio medio en el mercado.

## Anatomía
Cuerpo alaragado con una longitud máxima descrita de 30 cm, aunque la longitud máxima normal es de unos 18 cm. Las aletas pectorales y ventrales las utiliza para planear, por lo que presenta cuatro "alas"; las aletas dorsal y anal tienen una docena de radios blandos pero ninguna espina; característica mancha negra en la aleta dorsal y aletas pectorales oscuras.

## Hábitat y biología
Habitan las aguas marinas subtropicales pelágicas, donde se comporta de tipo oceanódromo.
Se encuentra principalmente en la superficie de las aguas oceánicas, a veces cerca de la costa. Capaz de saltar fuera del agua y deslizarse por largas distancias por encima de la superficie.